# Palazzo Serristori
Palazzo Serristori è un grande palazzo di Firenze, situato in Oltrarno, nella zona di San Niccolò, tra Piazza Demidoff, e l'omonimo Lungarno Serristori.

## Storia
La costruzione dell'edificio risale al 1520-1522, quando il vescovo di Bitetto Lorenzo Serristori commissionò la residenza in una zona vicina alle gualchiere e i mulini della zona dei Renai. Suo nipote Averardo, ambasciatore per Cosimo I de' Medici, lo fece ampliare e migliorare, compreso il grande giardino verso l'Arno. Lo scenografico affaccio sul fiume e il giardino lungo la riva venne risistemato nel 1803 dall'architetto Giuseppe Manetti, su incarico del senatore Averardo, omonimo del precedente. Poco dopo venne creato uno scenografico affaccio sul fiume tramite un corridoio sospeso che giungeva fino al ponte alle Grazie, dove si trovava una costruzione pensile panoramica. La via era suggestivamente illuminata da lampioni a olio.
Nel 1822 il palazzo ospitò i Demidoff, che poi si stabilirono nel vicino palazzo Amici-Demidoff. Tra le personalità ospitate, una targa ricorda Giuseppe Bonaparte, Re di Spagna fratello di Napoleone, che qui si trasferì con la famiglia dopo la Restaurazione e vi morì il 28 luglio 1844. L'appartamento al piano terra messo a sua disposizione e parte del piano primo subirono danni gravissimi durante l'alluvione del fiume Arno del 4 novembre 1966. Qui intervennero per vari giorni i cosiddetti "angeli del fango", giovani studenti universitari e non, guidati dal crocerossino pistoiese Paolo Baldassarri che poi sarebbe stato, per trenta anni, Preside del più grande Istituto scolastico della provincia di Pistoia.
Le demolizioni ottocentesche alterarono irreversibilmente la struttura originaria. Nel 1873 l'apertura del Lungarno determinò la demolizione della parte del palazzo prospiciente il fiume, la drastica riduzione del giardino, il suo allontanamento dalla riva e la distruzione di un passaggio pensile che dal Palazzo arrivava fino al Ponte alle Grazie. La risistemazione dell'edificio venne affidata all'architetto Mariano Falciani che eresse la nuova facciata sul Lungarno e il prospetto su piazza Demidoff. A quell'epoca risale anche la risistemazione di gran parte degli ambienti interni.
Nel 1884, con la morte di Alfredo Serristori, il palazzo passò a suo nipote Umberto, che fece del palazzo il luogo di riunione dell'aristocrazia fiorentina. Famoso era il cuoco del palazzo, Alfredo Benucci, che aveva studiato a Parigi ed era entrato nel 'gotha' dell'alta cucina europea.  L'ultimo grande chef del palazzo fu il mugellano Gino Mariani che, per quasi 60 anni, assieme alla moglie Giuseppina Maestripieri, lavorò, nel XX secolo, alle dipendenze prima della Contessa Hortensie De La Gandara Serristori (1871-1960)-dama di compagnia della Regina Elena- e poi della figlia, Contessa Sofia Bossi Pucci Serristori. Morì nel 2015 alla bella età di oltre 101 anni, confortato e accudito in ultimo dagli amati nipoti.
Nel marzo 2020 il palazzo è stato acquistato dal gruppo taiwanese LDC Hotels & Resorts di Nelson Chang. Saranno realizzati appartamenti ad uso residenziale.

## Descrizione
Dell'antico palazzo cinquecentesco si conserva soltanto la facciata ad angolo su via de' Renai, dove si apre l'ingresso principale. Il portale tipicamente fiorentino, con una cornice in pietraforte dai blocchi orientati a raggiera, è sormontato dallo stemma Serristori. Al pian terreno si trovano anche sette finestre inginocchiate, che proseguono ininterrottamente oltre lo spigolo concavo. Al di sopra della scultorea cornice marcapiano si trova una fila di finestre rettangolari con cornici dalle linee spezzate, mentre al secondo piano le aperture sono più semplici. Chiude la facciata antica la gronda sporgente e il rinforzo con il bugnato dello spigolo fino al primo piano. Raro per Firenze è il coloro rosso dell'intonaco, di solito bianco o ocra.
La parte ottocentesca riprende lo stile cinquecentesco esaltando in chiave monumentale gli ordini. Sul lungarno la facciata è composta da due avancorpi laterali, in mezzo ai quali si trova il giardino odierno. Il primo piano è decorato sal bugnato liscio, mentre al primo piano le aperture rettangolari sono sostituite da finestre neoclassiche con lesene, capitelli, timpani rettangolari e balaustre in pietra, con dei fregi a stucco entro la fascia dei marcadavanzale; al secondo piano, le aperture sono pure timpanate, ma con volute e senza la balaustra in pietra. Al posto della gronda si trova un solenne cornicione, più alto del livello degli ambienti interni, come si vede bene da via dei Renai, quasi come se si trattasse di una quinta scenografica.
Lo schema architettonico si ripete sui fronti ovest, nord ed est, variato solo lungo l'Arno con due terrazzi al piano nobile degli avancorpi.
All'interno spicca lo scalone elicoidale, il primo del genere a Firenze, opera di Gherardo Silvani del 1650. E adesso una annotazione particolare: fra via dell'Olmo e via dei Renai il palazzo Serristori, come altri palazzi nobiliari toscani, presentava, e ancor oggi si intravede, una buchetta del vino.

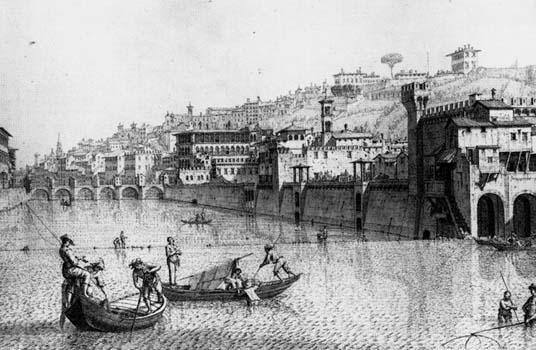
Il lungarno visto dal Ponte Vecchio in una stampa Ottocentesca; palazzo Serristori è quello più grande vicino al ponte
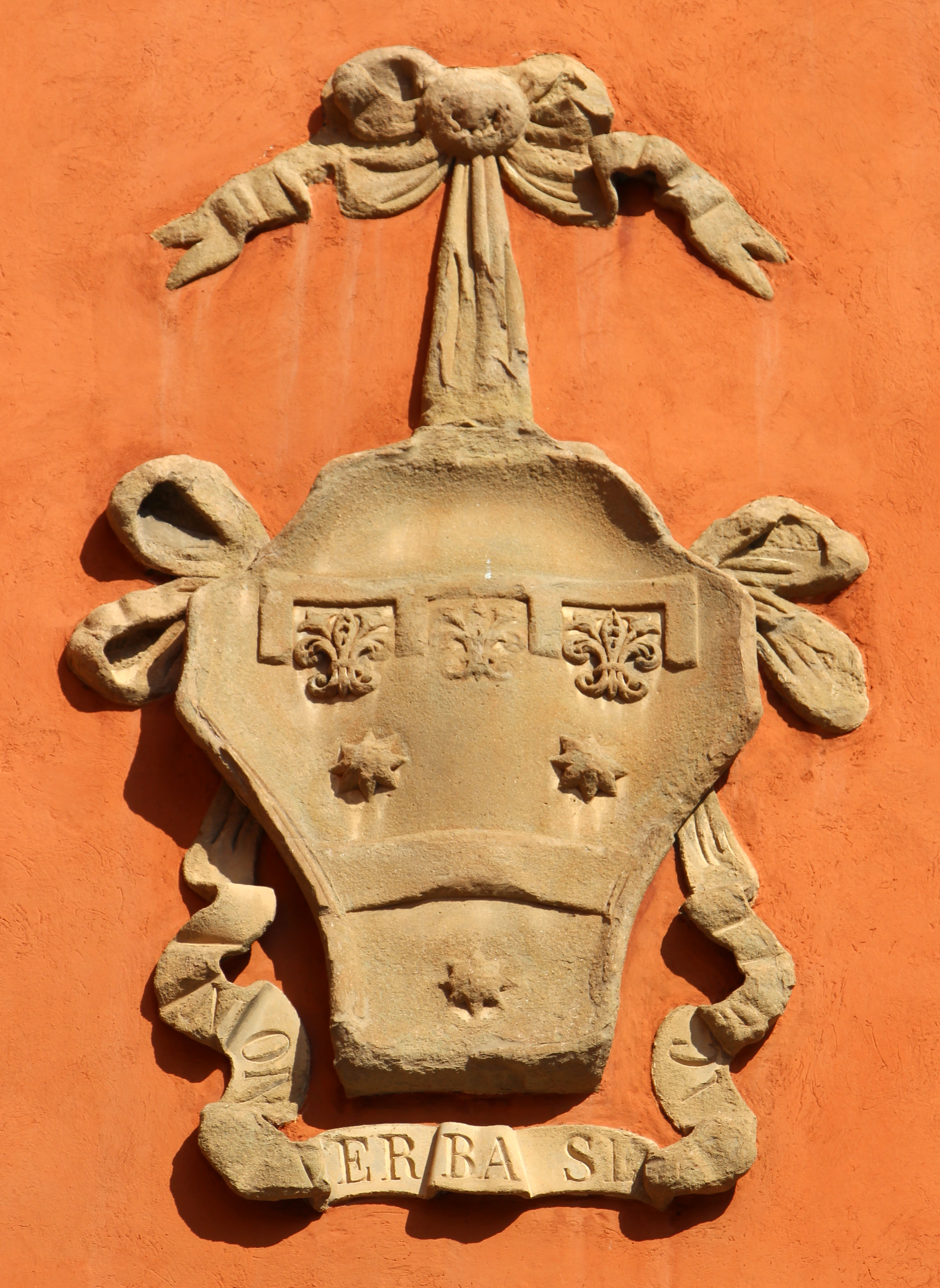
Lo stemma Serristori
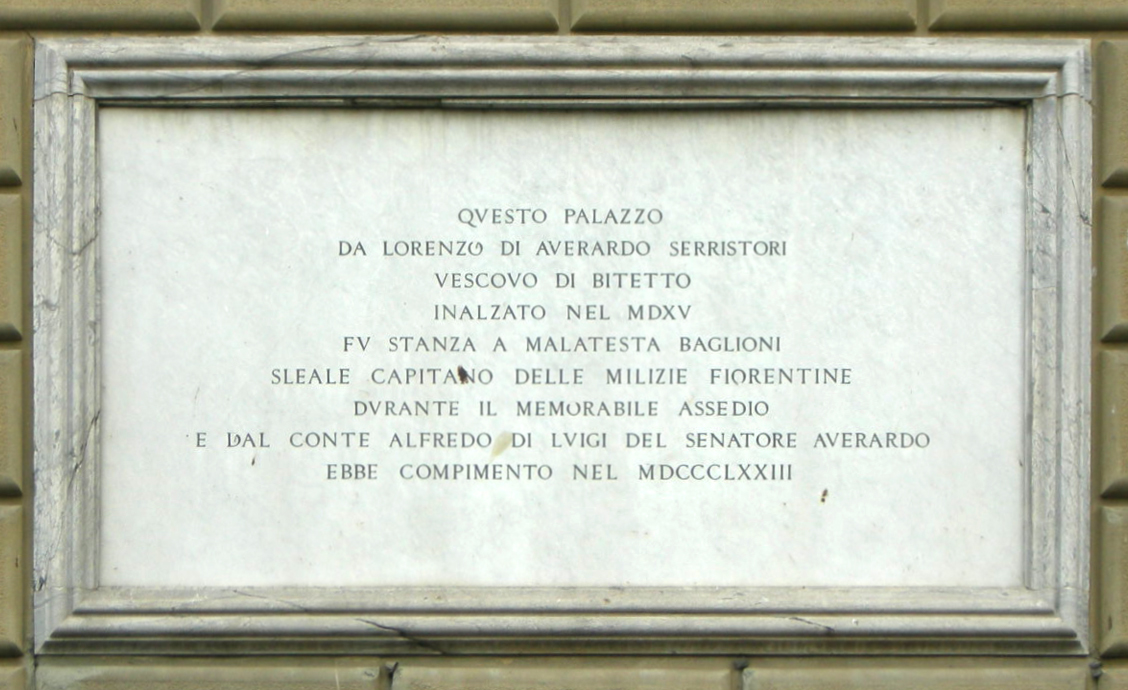
Targa a Lorenzo Serristori
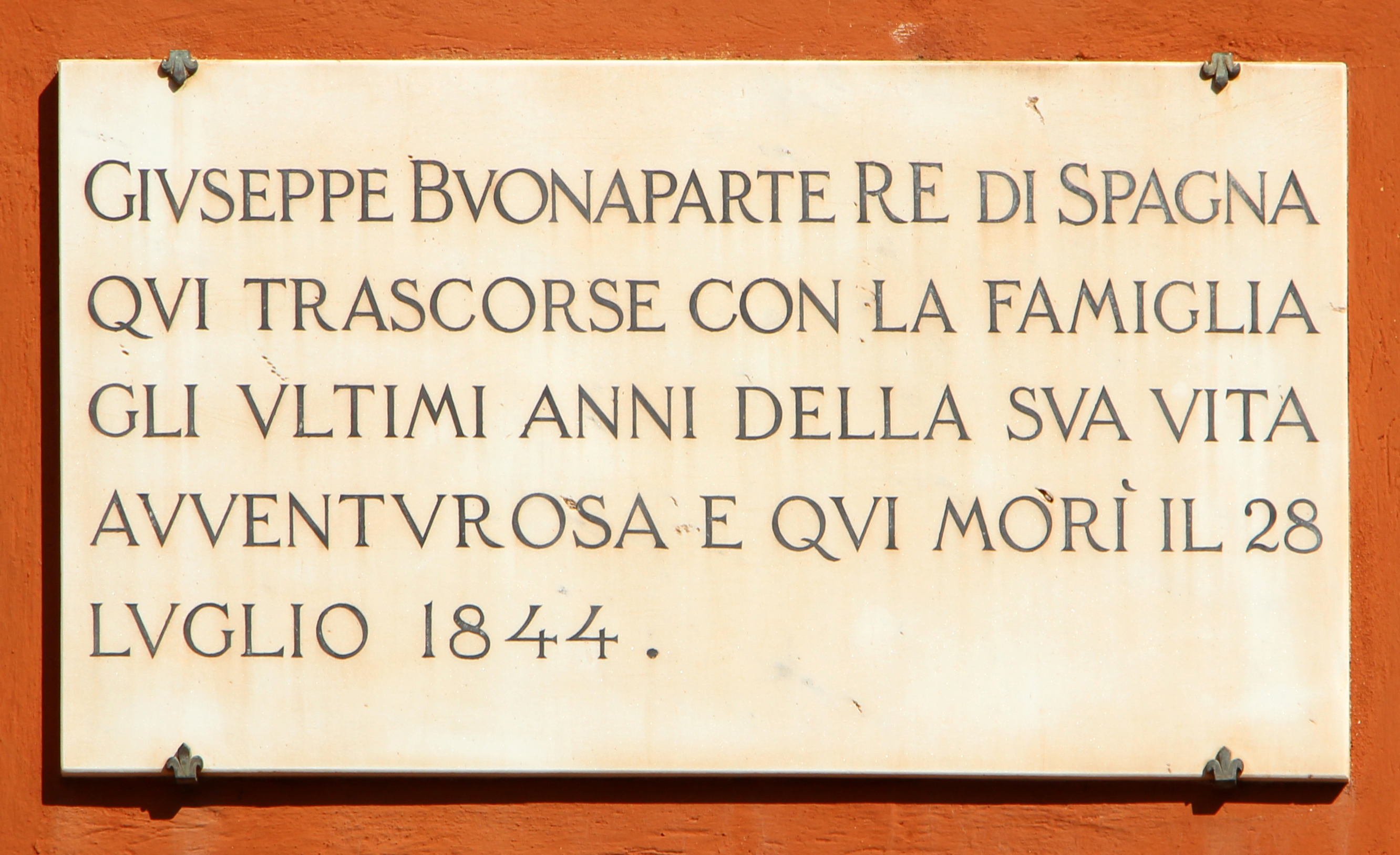
Targa a Giuseppe Bonaparte